# ナショナル・ストリング・インストルメント
ナショナル・ストリング・インストルメント・コーポレーション（英: National String Instrument Corporation）は、初めてリゾネーター・ギターを製造したアメリカ合衆国のギター・メーカー。1927年創業、1942年に倒産。
その後、1989年にその系統を継ぐナショナル・レゾフォニック・ギター（National Reso-Phonic Guitars）が設立された。両社のギターを総称し「ナショナル・ギター」（National Guitars）と呼ぶ場合がある。

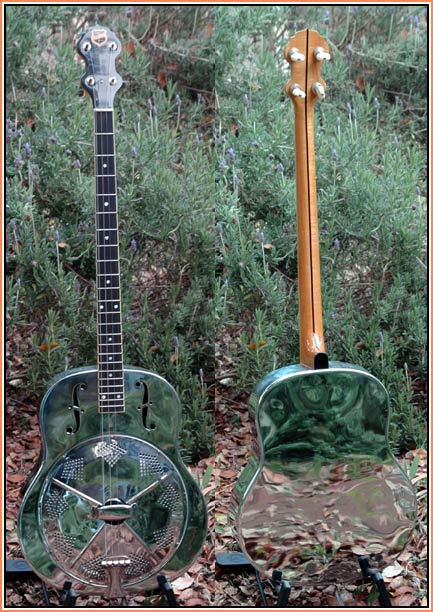
ナショナルO型ギター 1928年

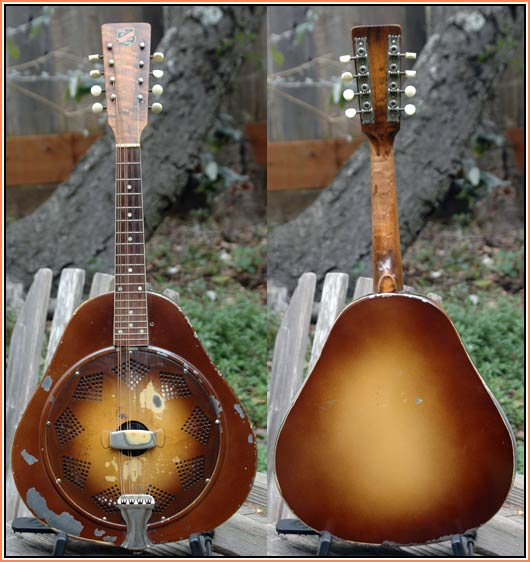
ナショナル・トリオリアン・レゾネーター・マンドリン 1930年

## 概要
1925年、ジョン・ドピエラ(John Dopyera)、ルディ・ドピエラ(Rudy Dopyera)のドピエラ兄弟とジョージ・ビーチャムによってナショナル・ストリング・インストルメント・コーポレーション (National String Instrument Corporeation) が設立される。管楽器にも負けない大音量のギターを切望していたギター・プレイヤー達の要望に応え、ジョン・ドピエラによって考案されたリゾネーター・ギターは、1920年代から30年代にかけてブルース、ハワイアン、ジャズなどを演奏するギター・プレイヤーが愛用した。
しかし、経営上のトラブルからドピエラ兄弟はナショナル・ストリング・インストルメント・コーポレーションを離れ、1928年にドブロ・ギター (Dobro) 社を設立。ドブロ・ギター社との利権争い、エレクトリックギターの登場によってナショナル・ストリング・インストルメント・コーポレーションは1942年に倒産する。
1988年、ドブロ社のリペア部門にいたドナルド・ヤングとマクレガー・ゲインズの2人がナショナル・レゾフォニック・ギター (National Reso-Phonic Guitars, Inc) を立ち上げ、いわゆる「ナショナル・ギター」を復活させた。